# Калај(II)-сулфид
Калај(II) сулфид је неорганско хемијско једињење хемијске формуле SnS.

## Добијање
Може се добити сагоревањем листића калаја у пари сумпора:
{\displaystyle \mathrm {Sn+\ S\longrightarrow \ SnS} }
Такође, добија се и када се водоник-сулфид проводи кроз раствор стано-соли:
{\displaystyle \mathrm {SnCl_{2}+H_{2}S\longrightarrow \ SnS+2\ HCl} }

## Својства
У води није растворљив, као ни у амонијаку, амонијум-карбонату и амонијум-сулфиду, али јесте у јако киселим растворима, мада се поново таложи при разблаживању. Са полисулфидима алкалних метала, као и са амонијум-полисулфидом гради тиостанате:
{\displaystyle \mathrm {SnS+(NH_{4})_{2}S+S\longrightarrow \ (NH_{4})_{2}SnS_{3}} }
Уколико се добијеном раствору дода киселина, наградиће се жути стани-сулфид.